# Camús
Camús o En Camús és el nom d'un personatge de còmic. Va néixer casualment quan el dibuixant Xots va presentar una sèrie d'esbossos a l'Albert Jané, llavors director de Cavall Fort. Un dels ninots era una cara que només tenia nas. L'Albert Jané va suggerir de desenvolupar-lo i així va néixer en Camús. El fet que tan sols tingués nas (i no boca ni ulls) va provocar que les historietes esdevinguessin mudes. En els primers guions hi va intervenir Mautro.
En Camús va aparèixer per primera vegada l'any 1974, al número 293 de Cavall Fort. L'última historieta va sortir al número 621, l'any 1988. Aquell mateix any es recopilaria part de les seves historietes en un llibre.

## Àlbum
1. En Camús 1. Editorial Pirene, 1988. 62 pàgines.